# Liste der diplomatischen Vertretungen in Tuvalu
Diese Seite listet die diplomatischen Auslandsvertretungen in Tuvalu auf. In der Hauptstadt Funafuti befindet sich eine Botschaft sowie eine konsularische Vertretung. Mehrere andere Länder haben akkreditierte Botschafter für Tuvalu, die jedoch in den umliegenden Staaten, vor allem Fidschi, Neuseeland und Australien residieren.
Australien unterhält in Tuvalu ein nicht-diplomatisches Vertretungsbüro.

## Botschaften und Hochkommissariate
| Botschaften und Hochkommissariate | Botschaften und Hochkommissariate                                    | Botschaften und Hochkommissariate | Botschaften und Hochkommissariate | Botschaften und Hochkommissariate |
| Gastland                          | Botschaft/Hochkommissariat Adresse                                   | Einrichtung                       | Vertreter                         | Website                           |
| --------------------------------- | -------------------------------------------------------------------- | --------------------------------- | --------------------------------- | --------------------------------- |
| Taiwan                            | Botschaft der Republik China (Taiwan) Palagi Road Fakaifou, Funafuti | Botschaft                         | Jason Wan                         | Weblink                           |

## Konsulate
| Konsulate  | Konsulate                                                        | Konsulate       | Konsulate           | Konsulate |
| Gastland   | Konsulat Adresse                                                 | Einrichtung     | Vertreter           | Website   |
| ---------- | ---------------------------------------------------------------- | --------------- | ------------------- | --------- |
| Frankreich | Französisches Honorarkonsulat Tuvalu Philatelic Bureau, Funafuti | Honorarkonsulat | Marica Deluka-Eluti | Weblink   |

## Vertretungsbüros
| Vertretungsbüros | Vertretungsbüros                                                                 | Vertretungsbüros | Vertretungsbüros | Vertretungsbüros |
| Gastland         | Vertretungsbüro Adresse                                                          | Einrichtung      | Vertreter        | Website          |
| ---------------- | -------------------------------------------------------------------------------- | ---------------- | ---------------- | ---------------- |
| Australien       | Australian Representative Office in Funafuti, Tuvalu The AusAID Office, Funafuti | Vertretungsbüro  | ...              | Weblink          |